# Francisco Leonelli
Pas d'image ? Cliquez ici

a Compétitions nationales et continentales officielles uniquement.

b Matchs officiels uniquement.
Dernière mise à jour le 2 décembre 2024.
Francisco Leonelli, né le 3 mai 1978 à Santa Cruz de la Sierra (Bolivie), est un joueur de rugby argentin, évoluant au poste d'arrière ou d'ailier. Il représente l'équipe d'Argentine entre 2001 et 2009.

## Carrière

### En club
Francisco Leonelli commence sa carrière au niveau amateur en Argentine, avant de rejoindre l'Europe en 2005, et le club écossais d'Édimbourg Rugby en Ligue celte. Au bout d'une saison, il rejoint les rivaux des Glasgow Warriors. Au terme se première saison, où il est peu utilisé, il demande à être libéré de son contrat et rejoint les Saracens dans le championnat anglais. Il joue deux saisons avec le club londonien, avant de rentrer jouer avec La Tablada en Argentine en 2009, où il termine sa carrière en 2014,.

### En équipe nationale
Francisco Leonelli obtient sa première sélection avec l'équipe d'Argentine le 19 mai 2001 contre l'Uruguay.

## Palmarès
- 16 sélections en équipe d'Argentine entre 2001 et 2009
- 8 essais
- 40 points